# Raining Again
«Raining Again» es una canción del artista de música electrónica Moby incluido en su álbum Hotel, lanzado como segundo sencillo el 30 de abril de 2005.

## Video musical
Fue dirigido por Barnaby Roper y producido por Charlotte Woodhead. El cantante aparece interpretando la canción acompañado por una orquesta. Simulan estar dando un concierto. En el videoclip se combinan imágenes de gente bailando y del cantante. Aparece un sol brillante formado por bombillas.

## Lista de canciones
CD  (ICDMUTE345) (Europa)
1. «Raining Again» (Edit) – 3:30
2. «It's OK» – 3:53
3. «Put the Headphones On» – 3:49
4. «Raining Again» (Evil Nine Remix) – 7:41
5. «Raining Again» (Steve Angello's Vocal Mix) – 6:55
6. «Raining Again» (video)

CD (Mute – 094631261220) (Australia)
1. «Raining Again» (Edit) – 3:30
2. «It's OK» – 3:53
3. «Put the Headphones On» – 3:49
4. «Raining Again» (Evil Nine Remix) – 7:41
5. «Raining Again» (Steve Angello's Vocal Mix) – 6:55

12" (12MUTE345) (Europa)
1. «Raining Again» (Steve Angello's Vocal Mix) – 6:55
2. «Raining Again» (Ewan Pearson Vocal) – 7:07
3. «Raining Again» (Ewan Pearson Instrumental) – 7:07

## Posicionamiento en listas
| Listas (2005)                         | Mejor posición |
| ------------------------------------- | -------------- |
| Alemania (Offizielle Deutsche Charts) | 82             |
| Italia (FIMI)                         | 44             |
| Francia (SNEP)                        | 82             |
| Finlandia (OFC)                       | 14             |
| España (Top 100 Canciones)            | 6              |
| Suiza (Schweizer Hitparade)           | 96             |